# 兎岳 (長野県)
兎岳（うさぎだけ）は、赤石山脈（南アルプス）南部の長野県飯田市と静岡市葵区の境界に位置する標高2,818 mの山である。南アルプス国立公園内にあり、すぐ北側には小兎岳（標高2,738 m）がある。

## 概要
赤石山脈の主稜線上、聖岳から西北西に伸びた尾根が、北北東に屈曲する点に位置する。兎岳の北には中盛丸山、大沢岳、そして赤石岳が連なる。兎岳の山頂は、静岡県側と長野県側にまたがっているが、県境稜線をやや西に外れた長野県側に、三等三角点（点名は兎岳、標高2799.33 m）がある。西側の天竜川の支流の遠山川の谷間からは、雄大な兎岳の山容を望むことができる。

## 環境
山頂付近は森林限界のハイマツ帯で、ライチョウの生息地で高山植物の群生地となっている。南斜面は崩落地となっていて、聖岳の南西斜面には赤色チャート（ラジオラリア盤岩）の露出地がある。
夏に雨量が多い。山頂部は、5月下旬まで積雪することがある。6月初旬頃まで、山頂部の登山道に残雪がある。11月に入ると、山頂部は本格的な冬山となる。

### シカの食害
周辺の南アルプス南部でも、猟師の減少や地球温暖化などの影響でシカの個体数が増加し、山腹の植林地の針葉樹の皮が食べられたり、高山帯の毒性のあるものを除き高山植物が食べ尽くされるシカの食害が生じている。2010年8月28日から30日にかけて、山頂付近のライチョウの餌でもある高山植物の群生地をニホンジカの食害から守るため、約1,100 m² の区域に防護柵を設置された。周辺のハイマツ帯では、イブキジャコウソウ、シロバナタカネビランジ、タカネマツムシソウ、ヨツバシオガマなどの高山植物が見られる。

## 登山

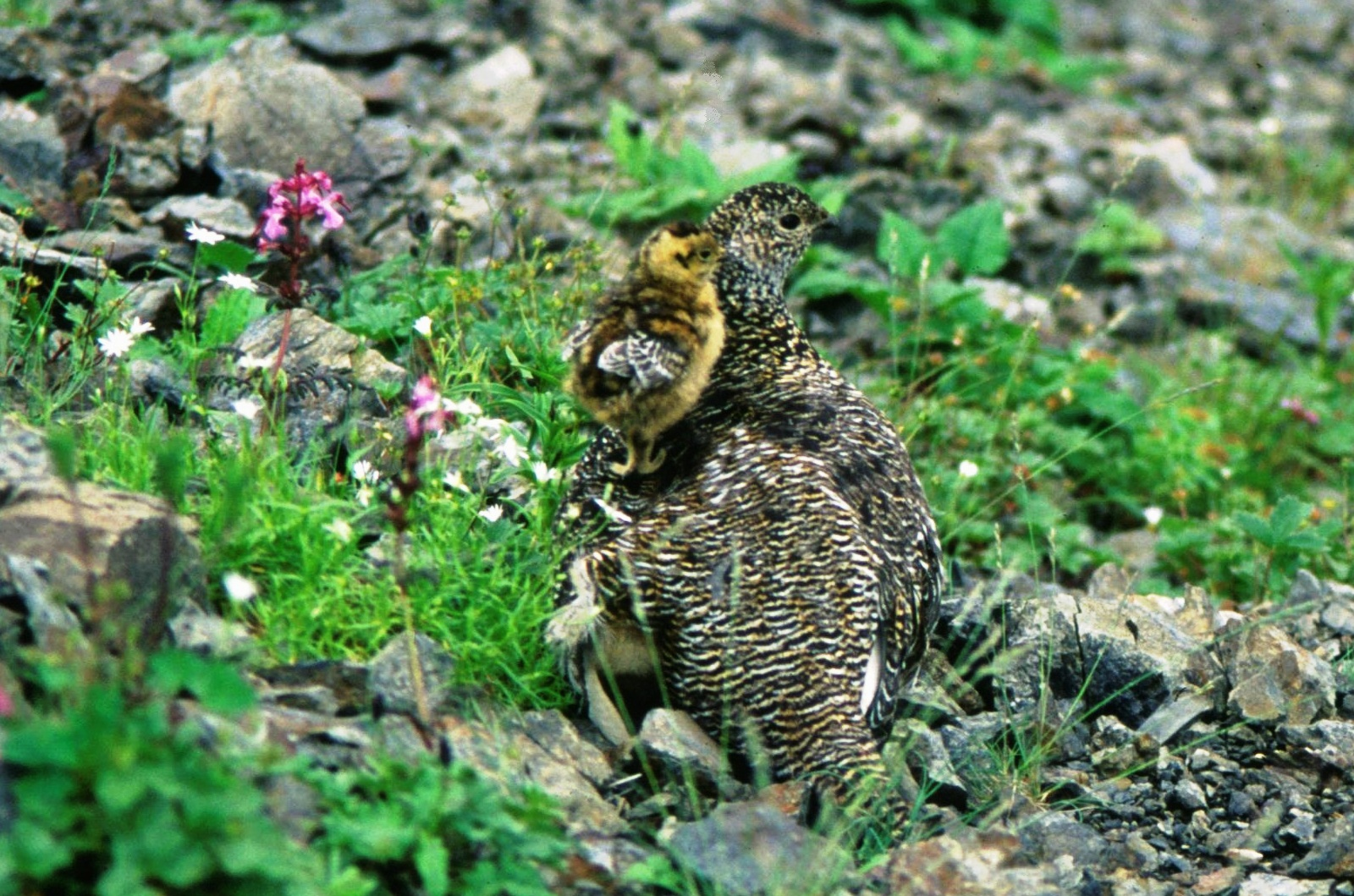
周辺の登山道はハイマツ帯の岩場や砂礫地で、高山植物が豊富でライチョウの生息地となっている

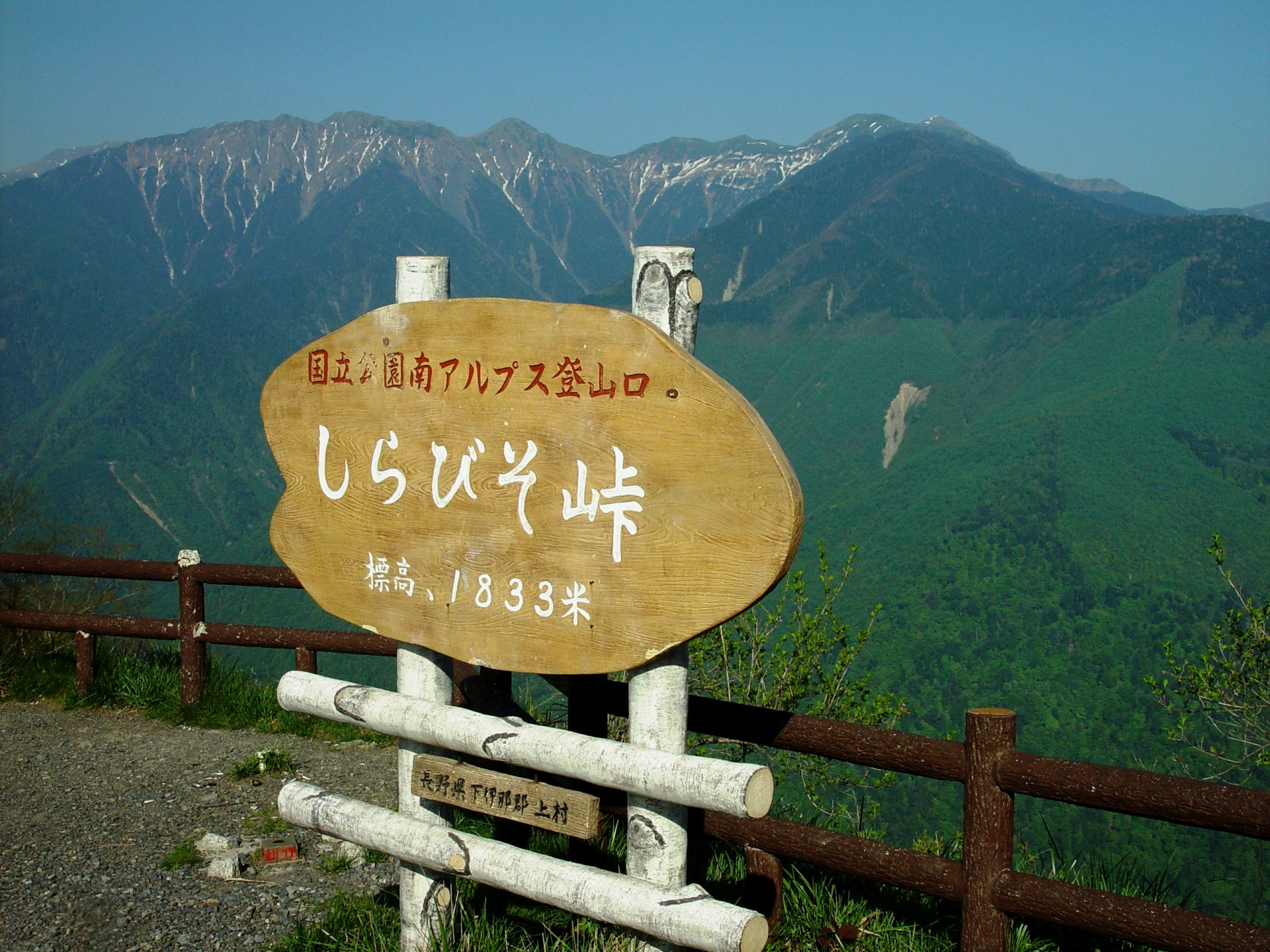
大沢岳への登山口となるしらびそ峠

南アルプス主稜線上に登山道があり、他には直接山頂へ登る一般登山道はない。このため南アルプス縦走時に登られ、この山のみを目的として登頂される例は少ない。
山頂からは、周辺の南アルプスの山々、西に中央アルプス、北西に北アルプスなど360度の眺望がある。

### 登山道
- 南アルプス縦走路

- 赤石岳 - 大沢岳 - 中盛丸山 - 小兎岳 - 兎岳 - 兎岳避難小屋 - 聖岳 - 小聖岳 - 聖平 - 南岳 - 上河内岳 -
南アルプスの主稜線の縦走路が山頂を通過している。
- 便ヶ島からのルート（長野県側）

便ヶ島（聖光小屋） - 西沢渡 - 薊畑 - 聖平 - 小聖岳 - 聖岳 - 兎岳避難小屋 - 兎岳
西側（長野県側）の便ヶ島（たよりがしま）からの登山道がある。その一部が遠山森林鉄道の跡地を通っている。便ヶ島から先の西沢渡（にしさわど）には渡渉点があり、滑車を利用した荷物運搬用の籠渡しが設置されている。
- しらびそ峠のルート（長野県側）

しらびそ峠 - (林道) - 大沢渡下降点 - 大沢渡（北股沢徒渉点） - 大沢渡山荘 - 唐松峠 - 大沢岳 - 中盛丸山 - 小兎岳 - 兎岳
利用者は少なく、登山道は整備されていない。大沢渡には荷物運搬用の籠渡しが設置されている。
- 聖沢からのルート（静岡県側）

東俣林道（聖沢登山口）- 聖沢吊橋 - 聖平（聖平小屋） - 小聖岳 - 聖岳 - 兎岳避難小屋 - 兎岳
聖沢の登山道が、東側（静岡県側）の大井川の赤石ダムと聖平を結んでいる。

### 周辺の山小屋
登山口や稜線上には、山小屋とキャンプ指定地がある。登山シーズン中の一部の期間に有人の営業を行っている。山頂直下約100 m東に、兎岳避難小屋がある。床面や扉が壊れるなど荒廃していたが、2009年（平成21年）に自然環境保全事業として改修が行われた。
| 名称               | 所在地                   | 標高 (m) | 兎岳からの 方角と距離 (km) | 収容 人数 | キャンプ 指定地    | 備考                 |
| ------------------ | ------------------------ | -------- | -------------------------- | --------- | ------------------ | -------------------- |
| ハイランドしらびそ | しらびそ高原             | 1,918    | 西 8.4                     | 88        | オートキャンプ施設 | 公共の宿泊施設       |
| 椹島ロッヂ         | 大井川右岸椹島           | 1,123    | 東 7.8                     | 150       | テント50張         | 東海フォレスト       |
| 大沢渡山荘         | 大沢渡に東400 m          | 1,247    | 北西 4.9                   | 15        |                    | 飯田市、老朽化       |
| 赤石岳避難小屋     | 赤石岳山頂直下南         | 2,990    | 北東 4.8                   | 30        |                    | 静岡県営             |
| 百間洞山の家       | 赤石岳と大沢岳との鞍部南 | 2,430    | 北 2.5                     | 60        | テント20張         | 静岡市営             |
| 兎岳避難小屋       | 兎岳山頂直下の東         | 2,740    | 東 0.1                     | 8         |                    | 飯田市               |
| 聖平小屋           | 聖沢源流部・聖平         | 2,260    | 南西 5.5                   | 120       | テント50張         | 静岡県営             |
| 聖光小屋           | 便ヶ島                   | 970      | 南西 6.0                   | 24        | テント40張         | 長野県側の聖岳登山口 |

### 水場
- 小兎岳と兎岳とのコルの東側下の奥赤石沢の流水が入手できる場合がある。
- 聖岳小屋の脇にある沢の水が利用できる。涸れている場合は、さらに下流で入手できる場合が多い。
- 小聖岳の下部の稜線鞍部の信州側（西側）に、細い岩清水がでていることがある。カップなどの水を汲むための道具が必要となる。
- 大沢渡と西沢渡の渡渉点で、沢の水が利用できる。
- 椹島ロッジの給水施設が利用できる。

## 地理
赤石山脈（南アルプス）の南部の主稜線上にある。北側には大沢岳へと稜線が延び、東側には聖岳へと稜線が延びる。また顕著な枝尾根が、西側の立俣山（2,366 m）及び南西側の笠松山（1,976 m）へと延びる。

### 周辺の山

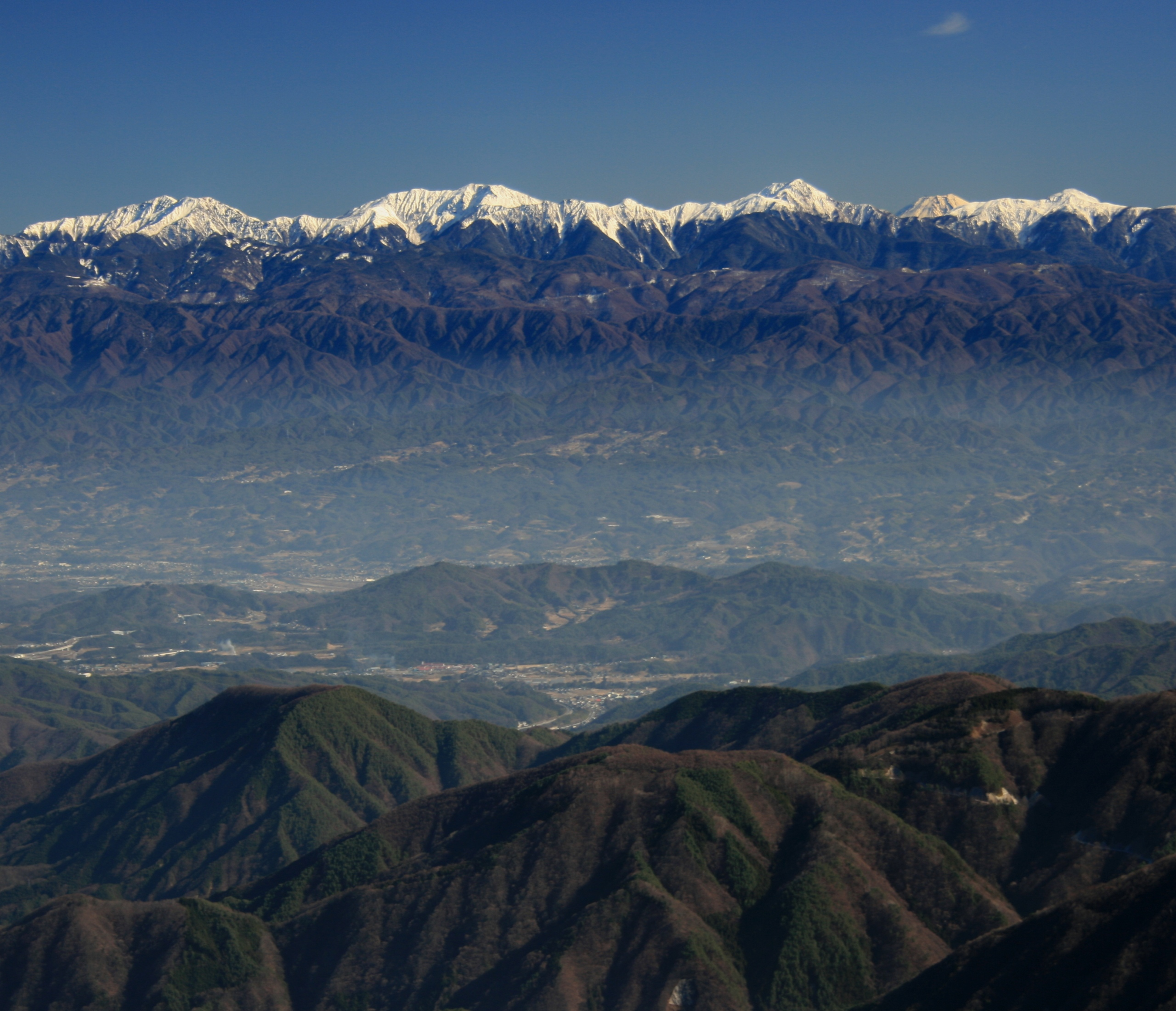
恵那山から望む赤石山脈南部の兎岳周辺の山
荒川岳 - 赤石岳 - 兎岳 - 聖岳 - (富士山) - 上河内岳

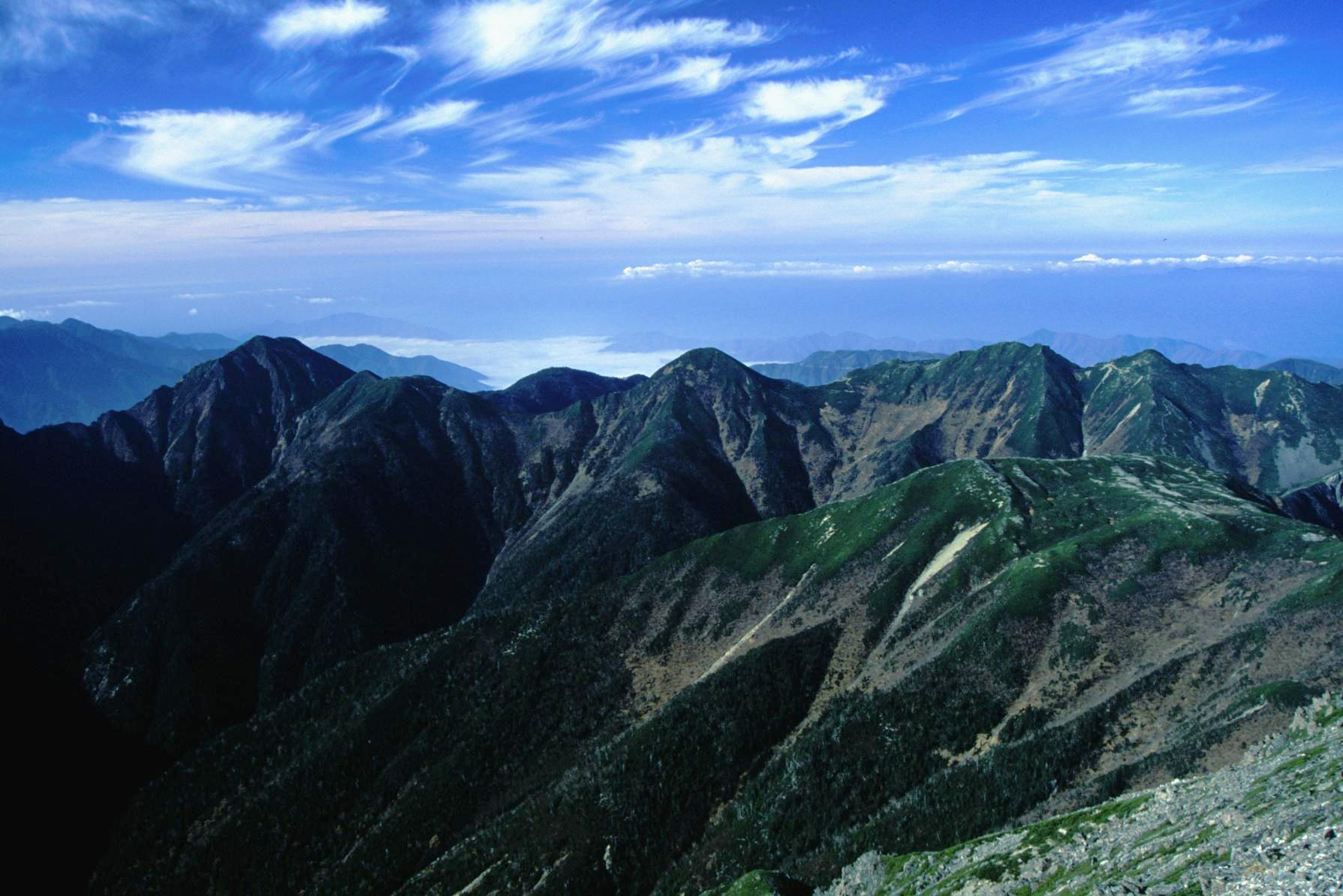
赤石岳から望む赤石山脈の山々
兎岳 - 小兎岳 - 中盛丸山 - 大沢岳

| 山容 | 名称     | 標高 (m) | 三角点等級 基準点名            | 兎岳からの 方角と距離(km) | 備考                          |
| ---- | -------- | -------- | ------------------------------ | ------------------------- | ----------------------------- |
|      | 赤石岳   | 3,120.06 | 一等 「赤石岳」                | 北東 4.9                  | 一等三角点の最高峰 日本百名山 |
|      | 大沢岳   | 2,819.36 | 三等 「大沢岳」                | 北 2.3                    | 双耳峰                        |
|      | 中盛丸山 | 2,807    |                                | 北 1.6                    |                               |
|      | 小兎岳   | 2,738    |                                | 北 0.9                    |                               |
|      | 兎岳     | 2,818    | （三等）「兎岳」 （2799.33 m） | 0                         | 兎岳避難小屋                  |
|      | 聖岳     | 3,013    |                                | 東 1.8                    | 日本百名山                    |
|      | 上河内岳 | 2,802.95 | 二等 「上河内岳」              | 南東 5.2                  | 日本二百名山                  |

### 源流の河川
以下の源流となる河川は太平洋へ流れる。
- 奥赤石沢　（大井川の支流）
- 北沢、兎洞、西沢　（天竜川水系の遠山川の支流）

### 交通・アクセス
長野県側（便ヶ島）
- 公共交通機関利用の場合、聖岳登山口の便ヶ島近くには、公共交通機関がない。JR飯田線の飯田駅か平岡駅で下車して、タクシーを利用するか、そこから路線バスに乗り換えた後に、タクシーを利用することとなる。
- マイカー利用の場合、三遠南信自動車道の喬木インターチェンジが、最寄りのインターである。国道474号の矢筈トンネルが利用できる。聖光小屋に、登山者専用の駐車場がある。

静岡県側（畑薙第一ダム）
- 公共交通機関利用の場合、静岡駅から、畑薙第一ダム行きのバスが利用できる。
- マイカー利用の場合、新東名高速道路新静岡インターチェンジが、最寄りのインターである。畑薙第一ダムの先にゲートがあり、その先の東俣林道には、一般車両は乗り入れることができない。指定された駐車場を利用することになる。また畑薙第一ダムまでの県道は、土砂崩れ等で通行止めとなる場合がある。

## 兎岳の風景と展望
|                                                                                         |                       |                             |                                       |                        |          |
| 聖岳から望む 兎岳南面の崩壊地と木曽山脈 右端に御嶽山の稜線が木曽山脈 越しに僅かに見える | 聖岳方面から望む 兎岳 | 小聖岳から望む 冠雪後の兎岳 | 兎岳から望む 鞍部から聖岳へと続く稜線 | 赤石岳からの聖岳と兎岳 | 兎岳山頂 |

## 関連書籍
- 日本山岳会 編『新日本山岳誌』ナカニシヤ出版、2005年11月、p.1064頁。ISBN 4779500001。
- 『アルペンガイド10 南アルプス』山と溪谷社〈ヤマケイ・アルペンガイド〉、2010年6月。ISBN 9784635013581。